# Lil Pump
Gazzy Garcia (* 17. srpna 2000, Miami, Florida, USA), známý také jako Lil Pump, je americký rapper a textař. Proslul svým singlem „Gucci Gang“, který se dostal na 3. příčku v žebříčku Billboard Hot 100. Za tuto píseň také získal platinovou certifikaci. Své debutové album Lil Pump vydal 6. října 2017.

## Dětství
Gazzy Garcia se narodil 17. srpna 2000 v Miami na Floridě. Jeho rodiče jsou Kolumbijci. Ve 13 letech ho jeho bratranec představil rapperovi Smokepurppovi, se kterým později spolupracoval. Garcia byl vyhozen z několika základních škol a později i ze střední školy z důvodu vyvolávání potyček.

## Kariéra

### Začátek kariéry (2016)
Garciova kariéra začala, když ho rapper Smokepurpp požádal, aby nahrál freestyle na jeho skladbu. Tento debutový singl s názvem „Lil Pump“ v roce 2016 nahrál na SoundCloud. Následovaly singly „Elementary“, „Ignorant“, „Gang Shit“ a „Drum$tick“, které zaznamenaly vždy kolem tří milionů streamů. Jeho úspěch mu získal uznání v lokálním rapovém undergroundu, který spojoval žánr SoundCloud rap. Téhož roku vystupoval na hudebním festivalu Rolling Loud.

### Lil Pump (2017–2018)
Začátek roku 2017 provázelo vydání dalších singlů na SoundCloudu „D Rose“ a „Boss“, které byly opět velmi úspěšné; společně zaznamenaly kolem 70 milionů streamů. K singlu „D Rose“ byl také natočen videoklip, který na YouTube za rok a půl zaznamenal 150 milionů zhlédnutí. V červnu 2017, dva měsíce před svými sedmnáctými narozeninami, podepsal nahrávací smlouvu se společnostmi Tha Lights Global a Warner Bros. Records.
V červenci 2017 oznámil blížící se vydání svého debutového alba. To mělo být vydáno již v srpnu 2017, ale nakonec bylo odloženo. Na konci srpna 2017 vydal svůj první mainstreamový singl „Gucci Gang“, který se v listopadu 2017 vyhoupl na 3. příčku v žebříčku Billboard Hot 100. Album Lil Pump vydal 6. října 2017. Debutovalo na 3. příčce žebříčku Billboard 200 se 45 000 prodanými kusy (po započítání streamů) během prvního týdne prodeje.
V lednu 2018 byla smlouva s Warner Bros. Records anulována, jelikož ji Garcia podepsal v době, kdy byl ještě nezletilý. Poté, co se tato informace dostala na veřejnost, se o Garciu začaly zajímat další společnosti, které mu nabízely údajně mezi 8 a 10 miliony dolarů. Zájem měli také šéfové vlastních labelů Gucci Mane a DJ Khaled. Sám Garcia začal roznášet dezinformaci, že podepíše smlouvu s labelem 1017 Records, který vede Gucci Mane, ale v březnu 2018 nakonec obnovil smlouvu s Warner Bros. Records, která mu přinesla 8 milionů dolarů.

### Harverd Dropout (2018–2019)
V dubnu 2018 vydal singl „Esskeetit“, který debutoval na 24. příčce žebříčku Billboard Hot 100. V červenci následoval singl „Drug Addicts“ (83. příčka), ve videoklipu k této písni účinkuje herec Charlie Sheen. Obě písně pochází z nadcházejícího alba Harverd Dropout. V květnu 2018 se podílel na písni „Welcome to the Party“ (s Diplo a French Montana (ft. Zhavia Ward)) (78. příčka), která pochází ze soundtracku k filmu Deadpool 2. V září vydal společný singl s Kanye Westem „I Love It“, který, i díky videoklipu, jež produkoval filmový režisér Spike Jonze, debutoval na 6. příčce žebříčku Billboard Hot 100 a obdržel platinovou certifikaci. V říjnu vydal s (v té době již zesnulým) rapperem XXXTentacionem společný singl „Arms Around You“ (ft. Maluma a Swae Lee) (28. příčka). Další singl „Multi Millionaire“ (ft. Lil Uzi Vert) v hitparádách nezabodoval. V lednu 2019 vydal píseň „Butterfly Doors“ (81. příčka), která byla již pátým singlem z tehdy plánovaného druhého alba. Na konci ledna vydal singl „Racks on Racks“, který opět neuspěl. Nicméně 22. února 2019 bylo jeho druhé album s názvem Harverd Dropout, po vydání šesti písní jako singlů, konečně vydáno. Album debutovalo na 7. příčce žebříčku Billboard 200 se 48 000 prodanými kusy během prvního týdne (po započítání streamů). Po vydání alba vyšel nový singl „Be Like Me" (ft. Lil Wayne) (72. příčka).

## Diskografie

### Alba
- 2017 – Lil Pump
- 2019 – Harverd Dropout
- 2021 – No Name (s Ronny J)

### Singly
Singly v žebříčku Billboard Hot 100:
- 2017 – „Gucci Gang“
- 2018 – „Esskeetit“
- 2018 – „Welcome to the Party“ (s Diplo a French Montana (ft. Zhavia Ward))
- 2018 – „Drug Addicts“
- 2018 – „I Love It“ (ft. Kanye West)
- 2018 – „Arms Around You“ (s XXXTentacion (ft. Maluma a Swae Lee))
- 2019 – „Butterfly Doors“
- 2019 – „Be Like Me" (ft. Lil Wayne)